# Gle Ietijoh
Gle Ietijoh är ett berg i Indonesien.   Det ligger i provinsen Aceh, i den västra delen av landet, 1 800 km nordväst om huvudstaden Jakarta. Toppen på Gle Ietijoh är 355 meter över havet, eller 102 meter över den omgivande terrängen. Bredden vid basen är 0,74 km.
Terrängen runt Gle Ietijoh är varierad. Havet är nära Gle Ietijoh åt sydväst.Runt Gle Ietijoh är det glesbefolkat, med 8 invånare per kvadratkilometer. I omgivningarna runt Gle Ietijoh växer i huvudsak städsegrön lövskog.